# Jarlinger Bach (Warnau)
Der Jarlinger Bach (auch Allernbeek) ist ein 5,2 km langer rechter Nebenbach der Warnau im Gebiet der Stadt Walsrode im Landkreis Heidekreis in Niedersachsen.

## Verlauf
Das Quellgebiet des Jarlinger Baches liegt südwestlich von Ebbingen im nordöstlichen Randbereich des Grundlosen Moores (Naturschutzgebiet). Der längere nördliche Quellast entwässert den Kleinen See, benannt in Bezug auf den größeren Grundlosen See. Der südliche Quellast ist ein Graben, der die südliche Randsenke (Lagg) des Moores entwässert.
Nach der Vereinigung fließt der Jarlinger Bach generell nordostwärts, zunächst als straßenbegleitender Graben nordostwärts durch Ebbingen, dann, nach Unterquerung der L 161, weiterhin grabenartig durch das weitgehend entwässerte und aufgeforstete Ostermoor. Über einige hundert Meter wird er von Wiesen (mit Reitplatz) gesäumt, anschließend im Landschaftsschutzgebiet Allernbachtal von Wald. Zwischen zwei ufernahen Fischteichen unterquert er den Damm der ehemaligen Bahnstrecke Bremervörde–Walsrode. Im Süden von Jarlingen, nahe der Feuerwehr, kreuzt der Bach die K 129, um 50 Meter weiter östlich in die südwärts fließende Warnau zu münden.

## Zustand
Der Jarlinger Bach ist im gesamten Verlauf mäßig belastet (Güteklasse II).